# Hirschberg (Langen bei Bregenz)
Hirschberg är ett berg i Österrike.   Det ligger i distriktet Bregenz och förbundslandet Vorarlberg, i den västra delen av landet, 500 km väster om huvudstaden Wien. Toppen på Hirschberg är 1 095 meter över havet, eller 462 meter över den omgivande terrängen. Bredden vid basen är 18,6 km.
Terrängen runt Hirschberg är huvudsakligen kuperad. Runt Hirschberg är det ganska tätbefolkat, med 144 invånare per kvadratkilometer.. Närmaste större samhälle är Dornbirn, 12,7 km söder om Hirschberg. 
I omgivningarna runt Hirschberg växer i huvudsak blandskog.